# Старий Черек
Старий Черек (рос. Старый Черек) — село в Урванському районі Кабардино-Балкарії Російської Федерації.
Орган місцевого самоврядування — сільське поселення Старий Черек. Населення становить 6203 особи.

## Історія
Згідно із законом від 27 лютого 2005 року органом місцевого самоврядування є сільське поселення Старий Черек.

## Населення
| 1979  | 2002  | 2010  | 2012  | 2013  | 2014  | 2015  |
| ----- | ----- | ----- | ----- | ----- | ----- | ----- |
| 4999  | ↗6507 | ↘6203 | ↗6314 | ↗6423 | ↗6521 | ↗6593 |
| 2016  | 2017  | 2018  | 2019  | 2020  |       |       |
| ↗6631 | ↗6735 | ↗6795 | ↗6867 | ↗6898 |       |       |